# EgyptAir Express

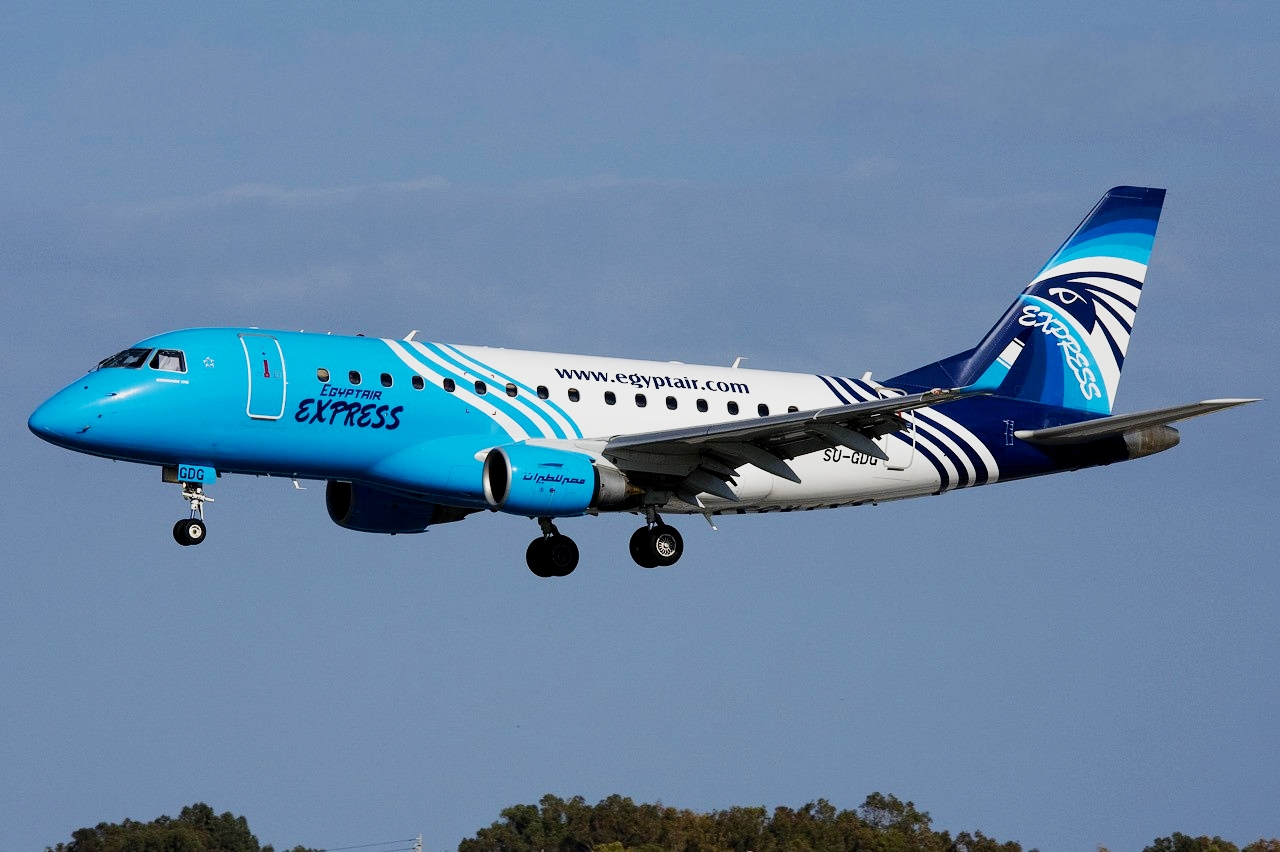
Embraer ERJ-170LR авиакомпании Egyptair Express (регистрационный SU-GDG) в международном аэропорту Мальты

EgyptAir Express — упразднённая египетская авиакомпания со штаб-квартирой в Каире, работавшая в сфере регулярных пассажирских перевозок между аэропортам внутри страны и за её пределами. Являлась дочерним предприятием национальной авиакомпании EgyptAir.
Портом приписки авиакомпании и её главным транзитным узлом (хабом) являлся международный аэропорт Каира, два других хаба находились в международном аэропорту Александрии и международном аэропорту Шарм-эш-Шейха.
EgyptAir Express, как дочернее предприятие EgyptAir, с июля 2008 года являлась членом глобального авиационного альянса пассажирских перевозок Star Alliance.

## История
Авиакомпания EgyptAir Express была основана в начале 2007 года и начала операционную деятельность 1 июня того же года в качестве регионального авиаперевозчика, эксплуатирующего флот из меньших в сравнении с EgyptAir воздушных судов.

## Маршрутная сеть
В августе 2011 года маршрутная сеть регулярных перевозок авиакомпании EgyptAir Express включала в себя следующие пункты назначения:
- Египет
  - Абу-Симбел — аэропорт Абу-Симбел
  - Александрия — международный аэропорт Александрии
  - Асьют — аэропорт Асьют
  - Асуан — международный аэропорт Асуан
  - Каир — международный аэропорт Каира хаб
  - Хургада — международный аэропорт Хургада
  - Луксор — международный аэропорт Луксор
  - Марса-Алам — аэропорт Марса-Алам
  - Мерса-Матрух — международный аэропорт Мерса-Матрух (летний сезон)
  - Порт-Саид — аэропорт Порт-Саид
  - Шарм-эш-Шейх — международный аэропорт Шарм-эш-Шейх
- Греция
  - Афины — международный аэропорт Афин
- Венгрия
  - Будапешт — Международный аэропорт имени Ференца Листа
- Ливан
  - Бейрут — международный аэропорт Бейрута имени Рафика Харири
- Мальта
  - Лука — международный аэропорт Мальта
- Саудовская Аравия
  - Джидда — международный аэропорт имени короля Абдулазиза (летний сезон)

## Флот
В июле 2014 года воздушный флот авиакомпании EgyptAir Express составляли следующие самолёты: